# Dendroclimatologia
La dendroclimatologia è una branca della paleoclimatologia che studia il clima passato estrapolando informazioni climatiche dagli anelli degli alberi.

## Descrizione
È ben noto che gli alberi, nel corso della loro vita, accrescono progressivamente il proprio tronco aggiungendovi ogni anno un anello di crescita chiaramente separato da quelli degli anni precedenti e successivi. Tagliando l'albero o prelevandone una carota è quindi possibile, contando gli anelli, calcolare l'età dell'albero. Con uno studio più approfondito degli anelli di crescita, è possibile ricavare informazioni sull'andamento medio del clima nell'anno a cui risale ciascun anello. Il principio è semplice: l'anello di accrescimento annuale è tanto più grande quanto più alta è stata la temperatura in quanto maggiore è stata l'attività vegetativa della pianta attraverso i cicli fotosintetici e viceversa. È quindi possibile capire se l'anno è stato più o meno caldo, più o meno piovoso, eccetera. 
Inizialmente il lavoro si focalizzò sulla misura dell'ampiezza degli anelli degli alberi, era semplice da misurare e poteva essere correlata con i parametri climatici (gli anelli più spessi corrispondono ad anni più caldi, quelli più sottili ad anni più freddi). Dubbi nascono però sul presunto rapporto lineare tra temperatura e anelli di accrescimento viste le molte altre variabili fisico-biologiche che influenzano la crescita di una pianta e che renderebbero il suddetto rapporto strettamente di tipo non-lineare. Anche la sensibilità di tali studi potrebbe essere minore (quindi l'errore maggiore) dell'ampiezza delle variazioni rilevate.
L'annuale crescita degli alberi lascia però anche altre tracce, ed in particolare la densità massima del legno è generalmente ritenuto essere un miglior indicatore della temperatura che l'ampiezza dell'anello. È comunque più difficile da misurare. Confrontando le serie degli anelli di alberi cresciuti in epoche differenti, ma parzialmente sovrapposte, è possibile ricostruire l'andamento del clima su intervalli di tempo molto superiori alla vita del singolo albero: se si hanno a disposizione abbastanza alberi si può ricavare una dendrocronologia lunga anche diverse migliaia di anni.
Il confronto tra le dendrocronologie ricavate da diversi siti ha permesso agli studiosi di conoscere l'andamento globale del clima sulla Terra su tutto il periodo che va dal termine dell'ultima glaciazione (circa 10000 anni fa) ad oggi. La tecnica è molto usata nelle latitudini temperate (il clima stabile delle regioni tropicali promuove continuamente la crescita degli alberi, eliminando la crescita degli anelli) e trova larga applicazione in archeologia.
La strutturazione degli anelli può essere disturbata da un fattore geografico e non meramente climatico.